# Suisei (sonde)
Suisei (Japans voor: komeet) was een Japanse onbemande missie naar de komeet van Halley uit 1985. Dit toestel maakte deel uit van de Halley Armada. Het was technisch praktisch identiek aan de acht maanden eerder gelanceerde sonde Sakigake. Het vaartuig was wel met andere instrumenten uitgerust en daarom een fractie zwaarder.

## Opbouw
Suisei beschikte over een CCD UV camera en een zonnewindmeter. Het voornaamste missiedoel was het maken van UV-opnames van de omvangrijke waterstofcorona rondom Halley. Dit gedurende een maand voor en na het passeren van het vlak van de ecliptica door de komeet. De zonnewind zou over een veel langere periode worden gemeten. Het vaartuig draaide naar keuze met 0,2 of 5 omwentelingen per minuut om zijn as. Middels een draaibare ellipsvormige schotelantenne van 80 cm diameter onderhield de vluchtleiding contact met de sonde met een maximale bitrate van 64 bps. Zonne- en sterrenzoekers controleerden de juiste positie van Suisei. De standregeling en correctiemotoren gebruikten als brandstof hydrazine. Het cilindervormige toestel met een massa van 139,5 kg was 70 cm hoog met een diameter van 1,40 m. Het maximumvermogen bedroeg 100 W, geleverd door 1750 zonnecellen. De nikkel-cadmium-accu had een capaciteit van 2 Ah. 

## Missieverloop

### Lancering
Suisei werd gelanceerd op 18 augustus 1985 met behulp van een M-3 SII draagraket vanaf Uchinoura Space Center. Het toestel vloog direct de ruimte in, zonder eerst een parkeerbaan in te nemen. De eerste veertig dagen benutte men om alle systemen grondig te testen en de standregelraketjes nauwkeurig af te stellen. Op 14 november voerde de sonde een koerscorrectie uit.

### Rendez-vous met Halley
Vanaf november 1985 seinde de sonde tot maximaal zes UV-opnamen per dag over, ook vanuit de corona. Op 8 maart 1986 passeerde het vaartuig Halley op een afstand van 151.000 km langs de door de zon verlichte zijde. Tijdens de passage werd Suisei tweemaal geraakt door stofdeeltjes van de komeet, elk niet meer dan een millimeter groot. Zowel rotatie-as als rotatiesnelheid van het vaartuig werden hierdoor licht beïnvloed.
Suisei ontdekte dat de waterstofwolk die Halley omringde, afkomstig was van Halley's oppervlakte ontsnappende waterdamp die met een hoeveelheid van hooguit 60 ton per seconde ontbond (tot waterstof en zuurstof). De diameter van de waterstofcorona rond de komeet stelde het vast op 20 miljoen km. De sonde merkte naast water ook koolstofmonoxide- en koolstofdioxide-ionen op. Verder nam de snelheid van de zonnewind in sterke mate af. Op een afstand van 420.000 km viel deze terug tot 70 km/s, terwijl de normale snelheid 350 km/s bedroeg. Verder was de sonde getuige van vier kleinere en twee grote uitbarstingen aan het oppervlak van de komeet.
Suisei was overigens niet de enige verkenner naar Halley. Zes vaartuigen deden de komeet aan. Naast Suisei's zusterschip Sakigake bezochten de Russische Vega 1 en 2, de Europese Giotto en de Amerikaanse ICE Halley.

### Na Halley
Na de passage van Halley zette Suisei metingen aan de zonnewind voort. De vluchtleiding besloot in 1987 om de sonde nogmaals op koers naar een andere komeet te zetten. Het nieuwe doel heette 21P/Giacobini-Zinner en de ontmoeting stond gepland voor 24 november 1998. Vijftien stoten op de stuurraketten tussen 5 en 10 april dat jaar verhoogden de snelheid met 65 m/s. Op 22 februari 1991 was de brandstof voor koerscorrecties echter uitgeput; de sonde schakelde zich daarop uit en verbrak alle radiocontact. Ook de ontmoeting met een derde komeet (P/Tempel-Tuttle) werd daarom afgelast. Na de Aarde verscheidene malen te passeren, beëindigde een zwaartekrachtsslinger via de Aarde vanaf 60.000 km afstand op 20 augustus 1992 formeel Suisei's missie.